# Royal Naval College
Il Royal Naval College di Greenwich è stato dal 1873 al 1998 un istituto d’istruzione militare di primo piano della Royal Navy. I suoi edifici, costruiti per fungere da ospedale tra il 1696 e il 1712, su ordine di re Guglielmo III d'Inghilterra e battezzato originariamente Royal Naval Hospital for Sailors ovvero Regio Ospedale per Marinai. La progettazione del complesso, edificato su modello dell'Hôtel des Invalides di Luigi XIV e del Royal Hospital Chelsea di Carlo II venne affidata a Christopher Wren, con il supporto del suo allievo Nicholas Hawksmoor, prima, a John Vanbrugh poi. Quando l'ospedale chiuse, nel 1869, la Royal Navy lo trasformò nell’istituto che ha continuato la sua attività fino al 1998. Da allora gli edifici del collegio sono stati suddivisi in più parti, adibite ai più disparati usi. Il Trinity College of Music sorge proprio all'interno del complesso.